# توناكاكيهواتل

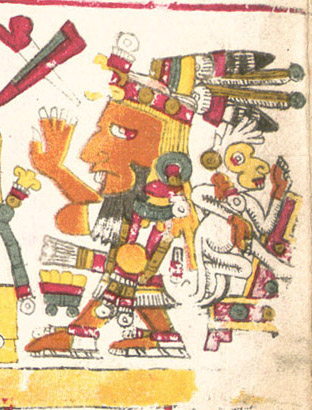
Tonacatecuhtli

توناكاكيهواتل (بالإنجليزية: Tonacacihuatl)‏ ربة أزتيكية في أساطير الأزتيك. زوجة الرب الخالق توناكاتيكوهتلي Tonacatecuhtli وهي المبدأ الأنثوي. هي المرأة (الإلهة) أم الكلام. كانت توناكاكيهواتل النظيرة الأنثوية لـ توناكاتيكوهتلي (رب الطعام/الرزق)، إله الخلق الرئيسي. وهي خالقة وإلهة للخصوبة، تعبد من أجل إخصاب الأرض وجعلها مثمرة. وتسمى، أيضا، «سيدة السماء».